# Muraena augusti
Muraena augusti (auch Fürst-August-Muräne oder Schwarze Muräne) ist eine Muräne, die in subtropischen Regionen des nordöstlichen Zentralatlantiks lebt. Von manchen Autoren wird sie als mit der Mittelmeer-Muräne (Muraena helena) konspezifisch angesehen, morphologische und molekulargenetische Untersuchungen weisen aber auf den Status als eigene Art hin.

## Merkmale
Muraena augusti erreichen Längen von etwa einem Meter und einem Gewicht bis 1,7 Kilogramm. Sie sind purpur-schwarz mit kleinen, weit auseinanderliegenden hellen Flecken auf Körper und Flossen und auffällig weißen Augen. Von der Mittelmeer-Muräne unterscheidet sie sich neben der Färbung durch eine etwas längere Schnauze und einer geringeren Anzahl an Wirbeln. 

## Verbreitung
Die Art kommt endemisch um die Inseln Makaronesiens vor.

## Lebensweise
Muraena augusti besiedelt felsige und steinige Meeresböden von der Küste bis zu einer Tiefe von 250 Metern, hauptsächlich aber bis 50 Meter Wassertiefe. Sie ist territorial und nachtaktiv. Die Fortpflanzungszeit liegt auf den Kanaren zwischen Mai und Oktober mit dem August als Höhepunkt. Die Geschlechtsreife wird mit etwa fünf Jahren und 56 Zentimetern Länge erreicht.